# Amina Temmar
Amina Temmar, née le 30 septembre 1989, est une judokate algérienne.

## Carrière
Amina Temmar est médaillée de bronze en open (toutes catégories) aux Championnats d'Afrique de judo 2009 à Maurice et aux Championnats d'Afrique de judo 2011 à Dakar. Elle est ensuite médaillée de bronze dans la catégorie des moins de 78 kg aux Jeux africains de 2011 à Maputo et aux Championnats d'Afrique de judo 2012 à Agadir.